# Дерптская гимназия
Де́рптская губе́рнская гимна́зия (нем. Gouvernements-Gymnasium zu Dorpat, Dorpatsches Gymnasium, эст. Tartu Kubermangugümnaasium) — гимназия, открытая в 1804 году в Дерпте, Лифляндская губерния Российской империи.
В 1890—1904 годах носила название Юрьевская гимназия, в 1904—1918 годах — Юрьевская гимназия Императора Александра I Благословенного (Юрьевская Александровская гимназия).

## История
В 1803 году император Александр I утвердил «Предварительные правила народного образования» Российской империи, согласно которым в Российской империи была создана трёхуровневая система учебных заведений: церковно-приходские школы; уездные училища в уездных и губернских городах и губернские гимназии.
Дерптская губернская гимназия была открыта 15 (27) сентября 1804 года, одновременно с уездным училищем, в котором должна была проходить подготовка учащихся для гимназии.

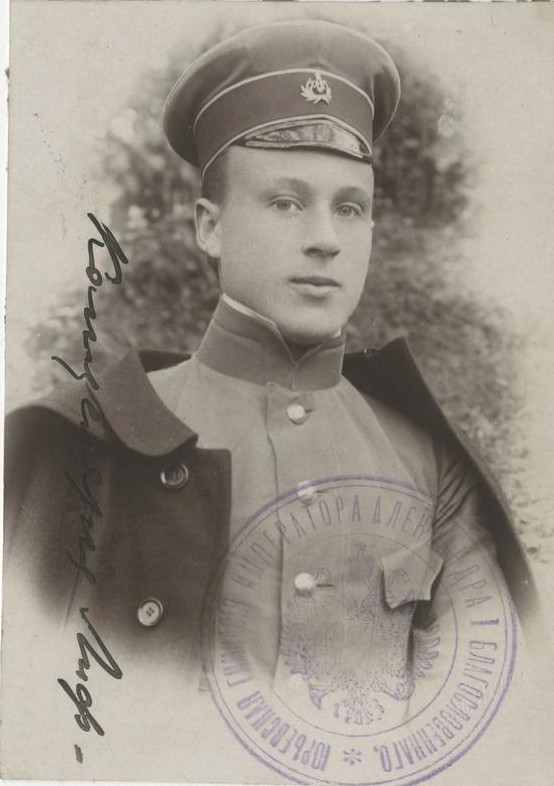
Ученик 6-го класса Дерпской Александровской гимназии, 1910 год

Первоначально гимназия располагалась в доме Шульца на улице Лай, но уже в декабре 1804 года была размещена в доме баронессы Черкасовой, который с 1800 года принадлежал Ливонскому институту попечения благородных священников. В 1827 году для гимназии на улице Рюйтли был приобретён участок земли, на котором было по проекту архитектор Иоганн Габриэль Кранхалс построено здание, куда гимназия переехала в 1830 году.
Гимназия прекратила свою деятельность в Первую мировую войну, во время германской оккупации Эстонии в 1918 году. В 1919 году школьные здания вместе с учащимися были переданы частной гимназии Хуго Треффнера.
До 1814 года гимназией руководил Г. Ф. Паррот, в 1814—1838 годах — О. Розенбергер, в 1838—1849 — Э. И. Гаффнер, в 1849—1870 — Ю. И. Шредер, в 1870—1893 — Ф. К. Геек, в 1894—1896 — Н. И. Тихомиров, в 1896—1902 — Н. И. Иванов, в 1902—1905? — А. Ф. Гроссет, в 1908—1911 — П. Г. Руцкий, в 1913—1918 — Григорий Васильевич Бархов.
Первоначально гимназия была трёхклассной, в 1821 году были добавлены два младших класса, а в 1861 году ещё два старших класса. Кроме этого в 1855 году был образован класс для подготовки к поступлению в младшие классы гимназии. В гимназии преподавались: религия, латынь, греческий язык, немецкий язык, русский язык, математика, физика, история, география, естествознание и каллиграфия; по желанию изучались: французский язык, иврит, рисование, пение. Занятия были разделены на два полугодия: январь — июнь и август — декабрь; в конце каждого полугодия сдавались экзамены.
В 1850-х годах треть гимназистов были из дворян, большинство составляли сыновья интеллигенции (пасторов, университетских профессоров, учителей гимназий и уездных училищ, врачей, писателей), офицеров, государственных, городских и судебных чиновников, купцов и ремесленников (преимущественно мастеров); среди гимназистов было много молодежи из крестьян.
В ходе политики русификации, 10 апреля 1887 года император Александр III утвердил «Указ о введении русского языка обучения в государственных центральных учебных заведениях Дерптского учебного округа», согласно которому все государственные учебные заведения в прибалтийских губерниях должны были постепенно перейти с немецкого языка обучения на русский язык, и в 1887–1892 годах все предметы в школах (кроме религиозных) постепенно переводились на русский язык.

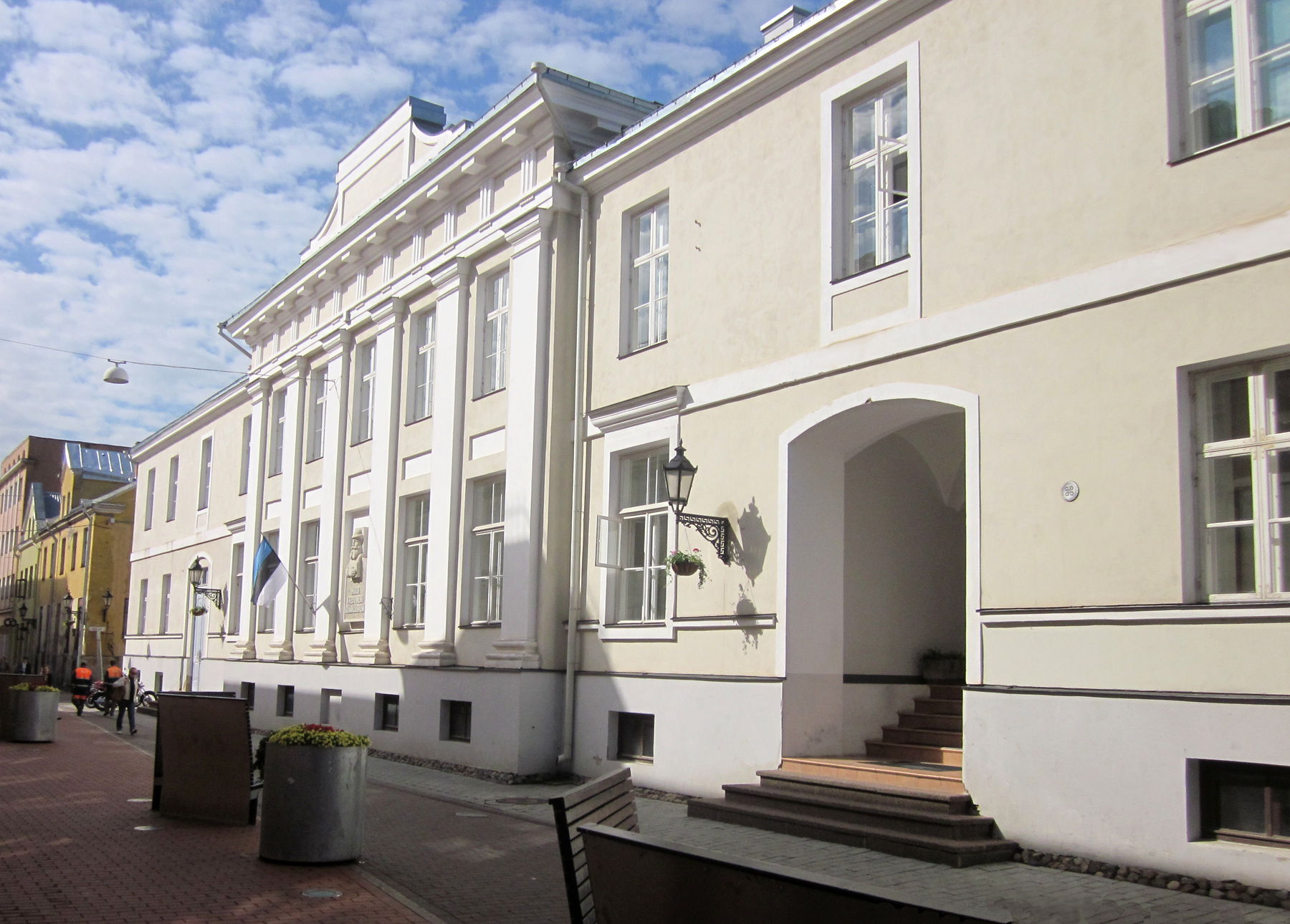
Современный вид здания бывшей гимназии, 2012 год

Здание бывшей гимназии 16 сентября 1997 года было внесено в Государственный регистр памятников культуры Эстонии как архитектурный памятник.

## Выпускники
См. Выпускники Дерптской гимназии
Среди выпускников гимназии: Иоганн Фридрих Паррот, Иоганн Фридрих фон Эшшольц, Фёдор Фёдорович Берг, Фридрих Роберт Фельман, Александр Андреевич Бунге, Александр Иванович Клиндер, Эмилий Христианович Ленц, Отто Васильевич Струве, Карл Георг Франц Ген, Леопольд Иванович Шренк, Освальд Шмидеберг, Якоб Хурт, Морис Рейнгольд Штерн, Густав Тамман, Генрих Коппель, Яан Латтик, Фридрих Акель, Константин Коник, Карл Меннинг, Яков Тилло, Густав Суйтс, Оскар Лооритс и др.
В 1889—1917 годах большая часть (40 %) выпускников поступила в Императорский Юрьевский университет.